# Сейюм Месфин
Сейюм Месфин (англ. Seyoum Mesfin; 25 января 1949 — 13 января 2021) — бывший министр иностранных дел Эфиопии и посол в Китае.
Амбайе Месфин родился 25 января 1949 года в провинции Тыграй. Позже сменил имя на Сейюм. Начальное образование он получил в школе Агази в Адиграте. Он окончил среднюю школу в 1967 году. Высшее образование получил в Политехническом институте Бахир-Дара, а затем в течение четырёх лет на факультете естественных наук Университета Аддис-Абебы. Он был одним из семи студентов тыграйцев ВУЗа и членом Ассоциация университетских студентов Тыграй. Организация боролась с монархическим режимом в стране и выступала за самоопределение родного региона. В 1974 они основали Национальную организацию Тыграй (НОТ). В 1975 году власть в стране захватил Временный военно-административный совет. Сейюм бросает учёбу и присоединяется к НОТ, которая была преобразована в Народный фронт освобождения Тыграй (НФОТ). В том же году он был направлен в Народный фронт освобождения Эритреи для прохождения военной подготовки. Далее с 1979 года Сейюм возглавлял отдел внешних связей НФОТ в течение 15 лет. Он работал с базы в Судане. Говорят, что во время его пребывания в Хартуме его фамилия была изменена на «Муса».
В 1989 году он стал членом исполнительного комитета Эфиопской народно-революционной демократической партии и стал заниматься международным направлением. После участия в Лондонской мирной конференции в 1991 году вместе с Мелесом Зенауи и Берхане Гебре-Кристосом, Сейюм вернулся в Аддис-Абебу и стал министром иностранных дел в переходном правительстве Эфиопии. После свержения Временного военно-административного совета Сейюм отправился в Аддис-Абебу на самолете, который ему предложил тогдашний президент Судана Омар аль-Башир. У самолета возникли технические проблемы, и Сейум боялся, что умрёт, не увидев плодов своей 17-летней борьбы. Но самолету удалось благополучно приземлиться. Сейюм возглавлял ведомство в течение двадцати лет. С 2010 по 2018 был послом страны в Китае. 
Был женат, имел четырёх детей. Убит правительственными войсками 13 января 2021 года после отказа сдаться. Вместе с ним были расстреляны двое коллег .